# Joseph-Dominique Louis
Pour les articles homonymes, voir Abbé Louis et Louis.
Le baron Joseph-Dominique Louis, également appelé l’abbé Louis ou le baron Louis, est un homme politique et diplomate français né à Toul (province des Trois-Évêchés) le 13 novembre 1755 et mort à Bry-sur-Marne (Val-de-Marne) le 26 août 1837. Il s'imposa comme un remarquable technicien des finances publiques et fut à cinq reprises ministre des Finances, sous les deux Restaurations et la monarchie de Juillet.

## Biographie

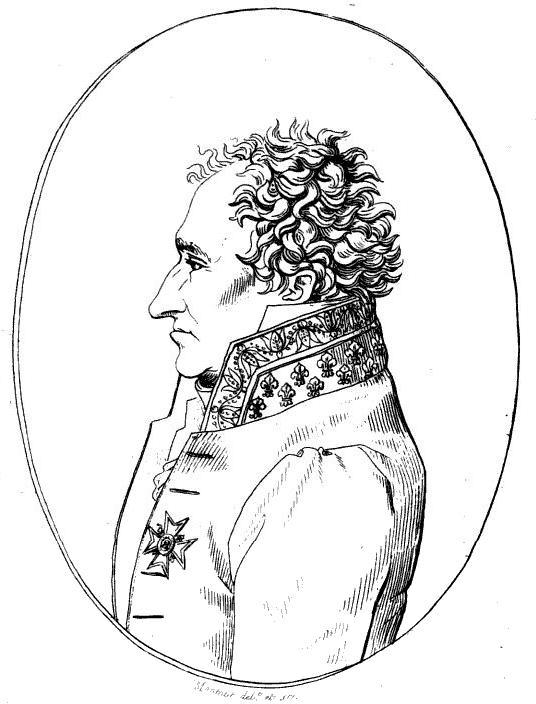
le baron Louis

Fils d'un avocat au parlement de Metz et de Marianne Royer, Joseph-Dominique Louis, né dans l'évêché de Toul, et baptisé à l'église Saint-Jean de Toul, suivit des études au séminaire de Metz, où il reçut les ordres mineurs et fut ordonné diacre. Il fut étudiant à la Faculté des droits de Paris où il obtint le baccalauréat en droit le 9 avril 1778 et la licence en droit le 29 juillet 1779. Ces diplômes lui permirent d’occuper le poste de conseiller-clerc au parlement de Paris en 1780 où l'on ne tarda pas à remarquer ses aptitudes en matière financière. Il commença à fréquenter les cercles parisiens, et rencontra le financier Isaac Panchaud et l'abbé de Périgord, agent général du Clergé de France.

### À l'époque révolutionnaire
Membre, en 1788, de l'assemblée provinciale de l'Orléanais, il fut, en 1789, l'un des rédacteurs des cahiers de doléances pour la paroisse Saint-André-des-Arts. Le 14 juillet 1790, à l'occasion de la Fête de la Fédération, il assista Talleyrand en qualité de diacre lors de la messe célébrée sur l'autel de la patrie au Champ de Mars. Il prêta serment à la constitution civile du clergé et fut, pour cette raison, excommunié tout en accomplissant une mission diplomatique en Suède pour Louis XVI et Marie-Antoinette. Il en fut récompensé par une nomination en qualité de ministre de France au Danemark en janvier 1792, mais la situation évoluant rapidement il n'occupa pas ce poste, faillit devenir ministre des Relations extérieures en juillet de la même année puis, après les événements du 10 août, il passa en Angleterre, où il fut embauché en commis de la banque Greffulhe (ce qui lui permit de ne pas figurer sur la liste des émigrés). Selon la formule du Marquis d’Audiffret, « il put profiter de son séjour en Angleterre pour y emprunter les véritables principes d’administration et de crédit public dont il devait doter un jour sa patrie ». En Angleterre, il observa aussi le contrôle financier du Parlement et le principe de spécialité budgétaire.

### Sous le Consulat et l'Empire
Au lendemain du 18 brumaire, il rentra en France où la situation se normalisait et fut successivement nommé chef de bureau au ministère de la Guerre (1800), puis à la chancellerie de la Légion d'honneur (1806), avant d'entrer au Conseil d'État en qualité de maître des requêtes.
Vers cette époque, le gouvernement napolitain voulut lui confier la création et la direction de plusieurs institutions financières. On en parla à l'Empereur qui refusa de le laisser partir : « Quel est donc cet homme, dit-il, pour lequel tout le monde demande et qui, lui, ne demande rien ? »
Louis fut alors nommé baron de l'Empire (9 décembre 1809) et appelé à la présidence du conseil de liquidation établi en Hollande (1810), puis en Westphalie, avant d'entrer dans les bureaux du Trésor public alors dirigé par le comte Mollien, où il fut chargé de la direction du contentieux, et d'être nommé conseiller d'État en 1811.
Le 11 mars 1813, il défendit avec fougue devant le Corps législatif le projet de loi pour la vente des biens des communes qui devait, sous la Restauration, être vivement reproché au gouvernement impérial.

### Sous la Restauration

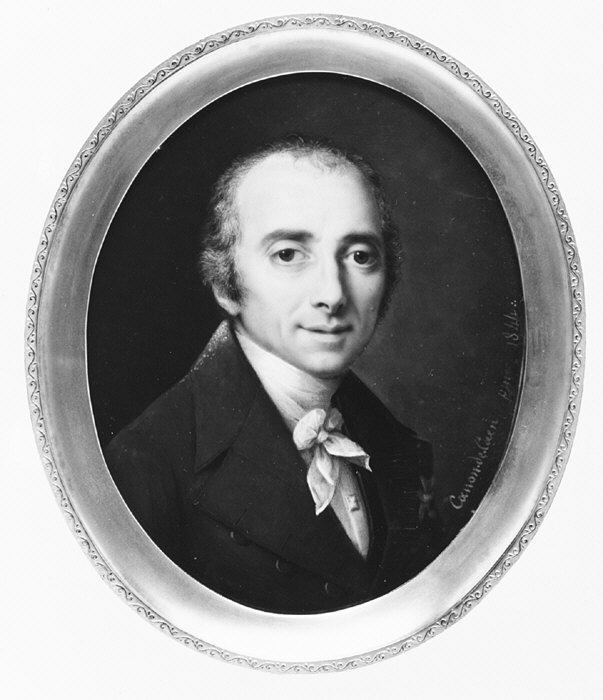
Le baron Louis

#### Premier passage au ministère des Finances (1eravril 1814 - 20 mars 1815)
Selon le marquis d’Audiffret, en se ralliant à Louis XVIII en 1814, le baron Louis embrassa « avec toute l’ardeur de son patriotisme, le système de gouvernement qui lui accordait des institutions analogues à celles dont l’Angleterre jouissait depuis longtemps, et qui avaient été l’objet constant des études et de l’admiration de cet homme d’État ». En 1814, le baron Louis se trouvait dans le sillage de son ami Talleyrand, qui le fit nommer ministre des Finances le 1er avril par la commission du gouvernement provisoire ; cette nomination fut confirmée par Louis XVIII (3 mai 1814) et il resta en poste jusqu'au 20 mars 1815.
Son rôle fut essentiel pour le rétablissement de la branche aînée. L'État était en quasi-banqueroute, et Louis ne trouva d'abord que 500 000 francs dans les caisses du Trésor. Il rétablit la confiance en assurant que la France paierait les dettes de l'Empire et fonda alors le système qui établit sa réputation et qu'il exposa devant les Chambres pendant la session de 1814 : il s'agissait de couvrir un budget de dépenses pour 1815 de 1,445 million, dans lequel les dépenses militaires avaient été réduites au maximum, en particulier en comprimant les effectifs et en mettant en demi-solde les soldats démobilisés, en émettant des bons royaux à 8 % d'intérêt, mais aussi en vendant des biens des communes et des bois de l'État (loi du 23 septembre 1814) et en maintenant la plupart des droits réunis. Le 22 juillet 1814, les députés l'entendirent, non sans étonnement, se livrer à une violente critique de l'administration financière de l'Empire, dont il avait été l'un des hauts dirigeants. Ces attaques provoquèrent un échange de pamphlets entre lui-même et l'ancien ministre Gaudin, duc de Gaète. La querelle fut interrompue par le débarquement de Napoléon au Golfe-Juan.
Il fut longtemps considéré que le baron Louis n’avait jamais rédigé aucun écrit. Pourtant, sous le couvert de l’anonymat, il écrivit un ouvrage en 1814 dénommé « Opinion d’un créancier de l’État sur le budget, et sur les observations et réflexions dont il a été l’objet, adressée aux créanciers de l’État ». Ce pamphlet de cinquante pages aurait été rédigé à la suite des controverses et des débats qui surgirent au moment de la préparation du budget de l’État en 1814, et serait plus particulièrement le fruit d’une polémique engagée entre le baron Louis et Martin Michel Charles Gaudin, duc de Gaète. Riche en informations sur les convictions du baron Louis en matière de finances, son unique ouvrage nous révèle surtout de manière directe que cet homme, au cœur de l’appareil d’État, était aussi l’un de ses créanciers. Marqué par les débats et polémiques, le pamphlet de Joseph-Dominique Louis fut une riposte au service du crédit public, mais le baron profita aussi de cet ouvrage pour s’afficher comme un penseur libéral, désireux d’affranchir le crédit de ses prescriptions légales et morales en organisant un plaidoyer pour le respect des dettes de l’État.

#### Deuxième passage au ministère des Finances (9 juillet - 26 septembre 1815)
Le baron Louis suivit le roi à Gand lors des Cent-Jours et vint reprendre son portefeuille le 9 juillet 1815.
La situation financière était particulièrement délicate. On a dit que le baron Louis réussit à soustraire à l'avidité des Alliés les encaisses dissimulées par quelques comptables dévoués, et qu'il obtint, dans ce moment critique, des secours du commerce et des receveurs généraux. Il mit aussi sur pied un emprunt forcé, dont la souscription ne fut pas exempte de difficultés ; mais il n'hésita pas à prendre des mesures rigoureuses et à menacer les récalcitrants de vendre leurs meubles, et l'emprunt fut d'ailleurs exactement remboursé plus tard à tous les créanciers. Après avoir concédé au parti ultra un grand nombre de destitutions, le baron Louis, en désaccord avec la majorité de la Chambre des députés, quitta le gouvernement le 26 septembre, lorsque le duc de Richelieu remplaça Talleyrand à la tête du ministère, laissant son portefeuille au comte Corvetto.
Il avait été élu, le 22 août 1815, député par le grand collège du département de la Meurthe et, le même jour, par le département de la Seine. Il fut réélu le 4 octobre 1816 par le grand collège de la Meurthe, prit place au centre gauche et vota avec les royalistes modérés. Il se mêla surtout aux discussions financières, combattit les idées du comte de Villèle et entra à maintes reprises dans des détails techniques qu'il possédait à fond mais qu'il exprimait mal, n'étant pas doué pour l'art oratoire.

#### Troisième passage au ministère des Finances (30 décembre 1818 - 19 novembre 1819)
Le 30 décembre 1818, il reprit le portefeuille des finances dans le ministère Dessolles, dirigé en réalité par Élie Decazes.
Le baron Louis obtint de nouvelles avances de fonds des receveurs généraux en leur donnant un intérêt direct dans les bénéfices qu'ils procuraient au Trésor. Il fit établir dans chaque département des livres auxiliaires du Grand Livre de la dette publique, destinés à recevoir les fonds des habitants des provinces ; cette mesure fut vivement combattue par les ultras comme propre à développer dans toute la France le goût de l'agiotage. Il se déclara en outre partisan de l'augmentation de 42 millions de la dette consolidée. Lorsqu'il annonce que ses prédécesseurs ont laissé un déficit de 112 millions de francs, cela fait baisser la Bourse et une ordonnance du Préfet de police de Paris interdit le Passage des panoramas aux coulissiers, qui décident d'émigrer de manière informelle vers les tables du Café Tortoni de Paris.
Il connut de nombreux déboires devant les chambres. Pendant la session de 1818-1819, en présentant un projet de loi relatif au monopole des tabacs, il provoqua un murmure général en prononçant un éloge appuyé de la régie « dont les formes, dit-il, s'adoucissent de jour en jour, et avec laquelle les habitants se familiarisent de plus en plus ». Lors de la discussion de la loi de finances pour 1819, un député, M. Roy, lui ayant représenté que l'article concernant la dette flottante ne pouvait être réuni à un autre projet de loi parce que la proposition royale devait être mise en délibération telle qu'elle avait été présentée à la Chambre, le baron Louis provoqua l'hilarité générale en s'écriant : « Eh bien ! nous la changerons ! »
Il était d'un caractère emporté, irascible, entêté et tranchant. Selon un biographe du temps : « Il querellait naguère un conseiller d'État dans son salon comme autrefois un garçon de bureau dans les corridors de la rue de Varenne. Livrée à ces fréquents moments d'impatience, Son Excellence jette sa tête dans ses deux mains insuffisantes pour dérober un nez qui a plus que la longueur ordinaire. Sa voix devient alors perçante et rude ; elle atteint au fa des pianos les plus élevés. »
Lorsque le ministère se divisa au sujet de la loi électorale, le baron Louis, qui souhaitait son maintien, avec les royalistes constitutionnels, démissionna le 19 novembre 1819 en même temps que Dessolles et Gouvion Saint-Cyr. Il resta toutefois ministre d'État et membre du Conseil privé jusqu'à l'avènement du ministère Villèle le 21 décembre 1821, et fut élevé à la dignité de grand-croix de la Légion d'honneur.
Le 1er octobre 1821, il fut réélu député par le 1er arrondissement électoral de la Meurthe (Nancy) en même temps que par le 1er arrondissement électoral du Puy-de-Dôme (Clermont-Ferrand). Il opta pour la Meurthe et reprit sa place au centre gauche de la Chambre. Il se prononça contre les lois d'exception et combattit le ministère Villèle, qui lui fit retirer le titre de ministre d'État (ordonnance du 12 mai 1822) et parvint à faire échouer sa candidature à Nancy le 25 février 1824. Le baron Louis se retira alors à Bercy, où il avait acquis en 1810 les vastes terrains où furent construits les entrepôts à vin.
Il retrouva son siège de député le 17 novembre 1827, élu dans le 2e arrondissement de la Meurthe (Lunéville) et dans le 8e arrondissement de Paris, mais échouant à Château-Salins. Il opta pour Paris et siégea à la Chambre dans l'opposition au ministère Polignac. Il signa l'adresse des 221 et fut réélu le 23 juin 1830, mais cette fois à Château-Salins.

### Sous la monarchie de Juillet

#### Quatrième passage au ministère des Finances (31 juillet - 2 novembre 1830)
Le baron Louis prit une part active au renversement de Charles X et à l'établissement de la monarchie de Juillet. Il fut nommé à nouveau ministre des finances le 31 juillet 1830 dans le ministère nommé par la commission municipale de Paris, fut confirmé par le duc d'Orléans dans le ministère provisoire du 1er août 1830 et resta en place dans le premier ministère du règne de Louis-Philippe Ier jusqu'au 2 novembre 1830. L'arrivée à la tête du conseil des ministres de Jacques Laffitte, qui prit pour lui le portefeuille des finances, l'amena alors à quitter le gouvernement.
Une nouvelle fois, il travailla activement à rétablir les finances de l'État, et fut réélu dans la Meurthe en octobre 1830.

#### Cinquième passage au ministère des Finances (13 mars 1831 - 11 octobre 1832)
Il retrouva le portefeuille des finances pour la dernière fois le 13 mars 1831 dans le ministère Casimir Perier, jusqu'au 11 octobre 1832.
Il se déclara contre le séquestre des biens de Charles X et de sa famille, approuva l'état de siège (1832).
Le 23 septembre 1831, il fut élu député par le 4e collège de la Marne (Sézanne) en remplacement de Casimir Perier qui avait opté pour Paris, mais le 11 octobre 1832, à son départ du ministère, Louis-Philippe le nomma pair de France. Il siégea à la Chambre des pairs jusqu'à sa mort et y soutint constamment les mesures les plus conservatrices, intervenant à plusieurs reprises sur des questions de finances.
À sa mort, en 1837, sa considérable fortune est partagée entre ses neveux et nièces, issus du mariage de sa sœur, Perpétue, avec Jean-François Gaulthier de Rigny, parmi lesquels l'amiral Henri Gaulthier de Rigny et le général Alexandre Gaulthier de Rigny. Il est enterré dans un enclos privé au cimetière de Bry-sur-Marne.

### Promoteur des entrepôts de Bercy
Le baron propriétaire de terrains d'une superficie de 13 hectares dans la commune de Bercy, entre le domaine du Petit château de Bercy et la rue de la Grange-aux-Merciers, y installa au cours des années 1820 des magasins de vins dans le prolongement de ceux créés au cours des années précédentes par les Maires de cette commune, M. de Chabons puis Louis Julius Gallois.

## Citations
« Faites-moi de bonnes politiques, je vous ferai de bonnes finances. » durant un Conseil des ministres en 1830.
« L'État doit être le plus honnête homme de France. »

## Hommage
- Une rue de Nancy porte son nom depuis 1862[21] ainsi qu'à Toul.

## Sources
- J.-Alcide Georgel, Armorial des familles de Lorraine titrées ou confirmées au XIXe siècle, Elbeuf, Chez l'auteur, 1882
- « Joseph-Dominique Louis », dans Adolphe Robert et Gaston Cougny, Dictionnaire des parlementaires français, Edgar Bourloton, 1889-1891 [détail de l’édition]
- François Bonneville, “Le Baron Louis (1755-1837) : Portait d’un financier au service de l’État”, Revue Française de Finances Publiques, no. 128 (2014): 279–285.